# 機動戦士ガンダムの登場人物 地球連邦軍
機動戦士ガンダムの登場人物 地球連邦軍（きどうせんしガンダムのとうじょうじんぶつ ちきゅうれんぽうぐん）は、テレビアニメおよびアニメーション映画『機動戦士ガンダム』に登場する架空の人物のうち、地球連邦軍に所属する人物を列挙する。
担当声優は特筆がない限りはテレビ版での配役。テレビ版のエンディングでクレジットされていない人物については、書籍『ガンダム・エイジ ガンプラ世代のためのガンダム読本』掲載の「史上最強 ガンダム声優紳士録」（作：サデスパー堀野）を参照した。
民間人に関しては機動戦士ガンダムの登場人物 民間人を、ジオン公国軍に関する人物は機動戦士ガンダムの登場人物 ジオン公国軍 (あ行-さ行)および (た行-わ行)を、特に説明が必要な人物は各人の項目などを参照。

## 個別記事のある人物
以下の人物に関してはリンク先を参照。
- アムロ・レイ
- カイ・シデン
- スレッガー・ロウ
- セイラ・マス
- テム・レイ
- ハヤト・コバヤシ
- ハロ
- ブライト・ノア
- フラウ・ボゥ
- マチルダ・アジャン
- ミライ・ヤシマ
- リュウ・ホセイ
- レビル

## ア行

### アントニオ・カラス
Antonio Callas
声 - 二又一成 / 丸山詠二（劇場版II）
第29話に登場。地球連邦軍ジャブロー基地の防衛士官で、階級は中佐。ジオン軍の要塞攻撃に対しての全指揮を執り、ジャブロー南ブロックに第2種戦闘態勢を宣言。その後第1種戦闘配置に切り替える。

### ウッディ・マルデン
Woody Malden / Wody
声 - 田中秀幸 / 岡部政明（劇場版II）/ 稲葉実（特別版）/ 松山鷹志（ガンダムさん）
第29話に登場。ジャブロー所属の修理担当士官で、階級は大尉。フルネームは小説版が初出であり、テレビ・劇場版におけるクレジットは「ウッディ（大尉）」のみ（公式ウェブサイトでも同様）。
ホワイトベース（WB）の修理を担当。マチルダ・アジャンの婚約者であり、オデッサ作戦が終わったら結婚する予定であった。それを知ったアムロはショックを受けると共に、自分の未熟さのためにマチルダを守りきれなかったことを詫びようとする。しかし、ウッディはそんな彼に対して思い上がりを一喝すると共に、マチルダが身を挺して守ろうとしたWBに対する特別な愛着を吐露する。
そんな中、シャア率いるマッドアングラー隊と、ジオン軍北米キャリフォルニアベースから発進した援軍がジャブローに対して総攻撃を敢行する。ジオン軍の侵入を知ったウッディは、修理と気密処理の完了したWBを守るためにファンファンで出撃。下がるよう呼びかけるアムロを無視し、シャアのズゴックとアムロのガンダムによる戦闘の間に割って入る。ミサイルでズゴックのモノアイを破壊するが、直後に腕でコクピットを叩き潰され、戦死する。
後年の富野由悠季のインタビューによれば、ウッディがマチルダの婚約者に設定されたのは、彼女の戦死がファンの間で物議を醸したため、再登場の手段として、結婚式のイメージシーンを描くためであったと述べている。また、マチルダにふさわしい男になるよう再設定され、そのことで対するアムロの台詞も自然と生まれたという。
小説版では、月のフロントバック基地にてペガサス・J（小説版のWBに相当するペガサスの後継艦）を整備する工廠の技術士官として登場。アムロからは一目で「人として男としての格差がある」、「歴戦の勇士の風格」と感じている。のちにマチルダに挑発されて彼女にプロポーズする場面がある。マチルダともども戦死しない。

### エド、シコ、ビル
第13話に登場。アムロが帰郷した際に、誰もいないアムロの実家で将校（設定画より、制服の襟章によれば中尉）とともに酒を飲んで騒いでいる。泥酔している3人に比べて将校は冷静であり、アムロに無断で家に入ったことを謝罪する。
劇場版第1作の台本で名前が確認でき、唇が厚いのがエド（テレビ版の設定画では「兵士A」）、前髪を垂らしているのがビル（「兵士B」）、小太りなのがシコ（「兵士C」）。

### エルラン
Elran
声 - 永井一郎 / 仲木隆司（劇場版II）/ 八木光生（特別版） / 白熊寛嗣（『THE ORIGIN』）
第23-25話に登場。階級は中将で、連邦軍の官報によればオデッサ作戦の直前に少将から昇進したとされる。部下のジュダックを通じマ・クベに内通していたジオンのスパイで、オデッサ作戦実施の情報を漏らす。作戦開始と同時に地球連邦軍を裏切る予定であったが、アムロとセイラにジュダックの内通を知られ、報告に赴いたアムロを隠密裏に射殺しようとする。しかし、かねてからエルランの動きに疑念を抱いていたレビル配下の情報将校と兵士らに現場を押さえられ肩を負傷、ジュダックと共に逮捕される。これにより、マ・クベがエルランの裏切りを想定して手薄に配備していたエルラン軍方面の防衛ラインが真っ先に突破され、ジオンのオデッサ戦敗北のきっかけとなる。
劇場版『哀 戦士編』では見せ場のマ・クベとの内通やオデッサ戦が丸々カットされており、WBへやたらと肩入れするレビルに些か懐疑的な意見を吐く連邦の一将軍に過ぎない。
漫画『機動戦士ガンダム THE ORIGIN』では、ルウム戦役に敗れジオン軍の捕虜となっていたレビルを、特殊部隊を使い救出するという大手柄を挙げている（アニメ版ではキシリア・ザビの手引きによるものとされ、この頃からジオンとの内通が示唆されている）。また、これにより南極条約の交渉が無駄になると愚痴るゴップに対し、休戦条約ではなく戦時条約として締結することを提案するなど、有能な人物として描かれている。なお、オデッサ作戦においてスパイ行為が発覚する展開はテレビ版と少々異なり、レビルと同じビッグ・トレーに乗艦している際に感づかれる流れに変更された。この時、乗艦へのジオンの核攻撃が迫る中「退艦させて下さい」とレビルに涙ながらに懇願する醜態を見せている。なお、オデッサ作戦時の役職は作戦部長となっている。
ゲーム『ギレンの野望シリーズ』では、オデッサ作戦時にエルランがジオンのスパイであるとの情報を入手でき、逮捕するか否かのイベントが発生する。逮捕しなかった場合やそもそも情報を入手できなかった場合はジオンに寝返り、以降、敵キャラクターとして登場する。一方、『ジオン独立戦争記』ではエルランの忠誠値を高く保つことにより、内通で得たマ・クベの核兵器情報を暴露しガンダムとは別に核兵器発射を阻止することもできる。

### オスカ・ダブリン
Oscar Dublin
声 - 鈴木清信（テレビ版・第5・6・7・11話及び第16話以降）/ 鈴木誠一（テレビ版・第2話） / 古川登志夫（テレビ版・第3・6・7話）/ 池田秀一（テレビ版・第12話） / 島田敏（劇場版I） / 酒井克也（劇場版II） / 村田光広（劇場版III）/ 田中一成（特別版）/ 江口拓也 (THE ORIGIN)
「オスカー・ダブリン」と表記されることもある。16歳で、太いフレームの眼鏡をかけている。訓練生としてWBに乗艦していたが（階級はTHE ORIGINでは上等兵であるが、軍曹とする資料もある）、マーカー・クランとともにオペレーター（実際は索敵・管制を担当するレーダー手）を務める。WBに迫るシャアのザクを「通常の3倍のスピードで接近」と報告する。
漫画『機動戦士Ζガンダム Define』では、カラバ所属の潜水艦「サーベラス」でマーカーとともにオペレーターを務めている。
雑誌『SD CLUB』連載の漫画「機動戦士ガンダム 英雄伝説」では、宇宙世紀0094年頃にサイド1コロニー「シャングリラ」で情報局局員として登場。カイにジャンク屋のゲモン・バジャックがガンダムらしきMSの残骸を回収したという情報を伝え、住所のメモを渡す。
漫画『機動戦士ガンダム ピューリッツァー -アムロ・レイは極光の彼方へ-』では、アムロの実像を明らかにしようとするキッカ・コバヤシの取材を0095年3月にニューホンコンで受ける。一年戦争終結後も連邦軍に残り、グリプス戦役時にはカラバに参加。その後はロンド・ベル入隊という選択肢もあったが、「微妙な立場」にあるブライトやアムロを支えるには外部からの支援が必要であると思い直し、情報局に移籍する。同隊に新型機（νガンダム）を発注できるよう段取りをつける手伝いをしたのもオスカであるという。

### オムル・ハング
Omur Fang / Omle Fang
声 - 古川登志夫（テレビ版・第7・17・24話）/ 池田秀一（テレビ版・第12話）/ 二又一成（テレビ版・第25話）/ 塩沢兼人（テレビ版・第21・26・28・32・38話・劇場版I） / 鈴木清信（テレビ版・第31話）/ 村田光広（劇場版II）/ 高塚正也（特別版） / 富岡泰崇（劇場アニメ『ククルス・ドアンの島』）
アフロヘアが特徴的なWB隊員のひとり。メカニックの養成員であり、WBではチーフ的な存在となる。ガンダムタイプのシミュレーション訓練も一応おこなっており、第17話のブライトの台詞からはパイロットを担当する可能性も示唆されているが、実現はしていない。同話で脱走を図る捕虜のコズンをバズーカで（意図せず）ドアごと吹き飛ばしてしまい戦慄するが、セイラに慰められる。
漫画『THE ORIGIN』ではWBの整備部班長をしており、階級は兵曹長。MSの整備でパイロットと接する機会も多い。リュウの戦死に際しては、彼の「艦長命令」という嘘で丸め込まれてコア・ファイターの出撃許可を出したことを悔いている。またWBの搭載機数が原作の倍以上であるため、とても多忙である。
漫画『Ζガンダム Define』では、0087年には連邦軍少尉としてケネディ宇宙センターに勤務しているがカラバと内通しており、オスカやマーカーとともに同地で補給中の原子力潜水艦「サーベラス」を奪取して逃走する。
漫画『機動戦士ガンダム ピューリッツァー』では、カイからキッカが0095年2月にジョブ・ジョンに取材をすると聞き、現場に現れる。カラバに参加したあとは軍を退役し、2年前に立ち上げられたサナリィに所属し、サイド4支部設立のためにジョブを誘う。
漫画『機動戦士ガンダムF90 ファステストフォーミュラ』では、0116年にサナリィの職員として登場する。

## カ行

### カミラ
Camilla
声 - 飯塚昭三
第5話に登場。階級は少尉。リードが艦長を務めるサラミスの乗員であり、リードがカプセルで地球へ降下する際に後事を託される。悲観的な上官と対照的に、容貌と万事に楽観的な言動から「楽天家」という印象を持たれており、それで今まで生き残ってきたと自負してもいる。

### カル
Kal
声 - 二又一成 / 鈴木晴久 (THE ORIGIN)
サイド7からWBに避難し、メカニックマンのひとりとなる。設定画での名称は「少年C」。カイを小さくしたような容貌をしているうえ、皮肉っぽい言動までよく似ている。第18話ではWBの整備をおこないながら、ジョブやフムラウと、脱走したアムロが敵ジオンへ寝返る可能性について噂し合っている。第25話のオデッサ作戦ではGアーマーの整備に参加するが、修理を急がせるアムロに対して文句を言い、オムルにたしなめられる。
アニメ・漫画『THE ORIGIN』では、サイド7時代からカイの不良仲間であり、ハワド、マクシミリアン、アムロとともに立入禁止区域に侵入し、連邦兵の袋叩きに遭う。

### キムラ
Kimura
劇場版『めぐりあい宇宙編』に名前のみ登場するWB隊員のひとり。セイラやオムル、ジョブ、ロウルとともにブライトからバギーによるテキサス・コロニー内の探索を命じられる。

### コーリン
声 - 加川三起 / 近藤多佳子（劇場版II）/ 秋元千賀子（特別版）
第30話に登場する、ジャブロー育児センターの育児室官。テレビ版のクレジットは「育児官」であり、劇場版『哀・戦士編』のクレジットで名前が設定された。設定画にはバストは110センチメートルくらいと記されている。カツ・レツ・キッカの3人組を育児センターで引き取ろうとするが、WBへの残留を頑なに希望する3人に逃げられてしまう。カイやアムロをはじめとする乗組員の説得もあり、3人のWB残留を認め便宜を図る。

### ゴップ
Gopp
声 - 永井一郎 / 細井重之（劇場版II）/ 石森達幸（特別版）/ 楠見尚己 (THE ORIGIN)
第29話に登場。地球連邦軍参謀本部の所属で階級は大将（提督）。ミライ・ヤシマの父とは個人的な付き合いがあり、ミライの仲人を買って出る発言までしている。レビルと違い終始前線に出ずジャブローの司令部に篭っていたため「ジャブローのモグラ」という不名誉なあだ名を付けられているが（ただし、現実において参謀本部が前線に出ないことは当たり前である）、劇中では特に無能という描写は無く、むしろ官僚主義的な人物として描かれている。実際にジャブロー強襲の際には、部隊の規模から敵軍の狙いを正確に把握しており、ソロモン陥落後はジオンが和平交渉に乗り出してくるとの予想も、デギン公王が直々に行動を起こしたことから的外れではない（ただし、ソーラ・レイによりデギンが暗殺され実現しなかった）。
尾行されてジャブローの侵入口を露見してしまったWB隊を「永遠に厄介者」と評す一方、ジオンがWBに注目し、その戦闘力を高く評価していると判断。WBを実質的な囮部隊である第13独立部隊に任命、反攻作戦の陽動に就かせる。この作戦は成功し、ジャブローから発進した連邦軍主力艦隊は無防備な打ち上げ直後を狙える位置にいたシャア・アズナブルの迎撃を受けることなく宇宙への進出を果たしている。なお、WB発進時に際しては直々に訓令をしている。
漫画『THE ORIGIN』では、ジャブロー計画推進司令本部の計画担当部長として登場（当時より大将。またアニメ版では、この頃より連邦軍制服組トップである統合参謀本部議長の職にある）。ジャブロー建設と共にジオンのMS開発に注目してテム・レイに開発を一任し、計画が凍結されたサイド7を開発施設として新たに建設するように秘密裏に斡旋するなど「連邦のMS開発の推進者」として、それを可能とする権力を有する軍人となっている。また、軍政家としての面が強調されており、戦略家のレビルとは色分けされて描かれているが、状況に積極的に介入することは無く、あくまで状況に対応するといったスタンスに留まっている。星一号作戦時には元帥に昇格している。軍の最高責任者としてレビル亡き後に目標をア・バオア・クーに変更、攻撃作戦司令官にワッケインを任命している。自らは連邦政府要人に戦況を説明、五分の勝算で攻撃を続行する方針を追求されるも、ソーラ・レイ照射前後の状況からジオン公国が内部分裂を起こしていると判断しており、状況の推移によっては政治解決もあると匂わせている。また前述のワッケインの抜擢を含めて政治家たちからの反対意見が多い中、冷静に一歩も退くことなく説得するしたたかな面も見せていた。外伝「アルテイシア0083」ではミライの求めに応じて軟禁状態にあるセイラ・マスを訪ねたカイ・シデンに通行許可書を与えており、戦後もミライへは気を遣っている。
『THE ORIGIN』の設定に準拠した劇場アニメ『機動戦士ガンダム ククルス・ドアンの島』では、ジブラルタル攻略作戦の水上部隊総司令を務め、専用艦「ラ・グランパ」に座乗する（このときすでに元帥）。マ・クベ中将からの申し出による緊急オンライン会談に応じ、作戦を中止しないとパリをはじめとする地球の各都市が消滅すると脅しをかけられるも屈せず、悠然とした態度を貫く。
漫画『MSV-R ジョニー・ライデンの帰還』では、宇宙世紀0090年には連邦議会議長に就任している。旧世紀より家名を冠する自然公園を管理する名家の出身で、マ・クベと同様に白磁の愛好家でもある。軍人としては元々技術畑の出身で、一年戦争時は軍政面を担当し前線に出て指揮を執ることはなかった。しかし、レビル更迭論を抑え、V作戦が発動するように工作を行う他、軍の運営資金捻出、物資の確保などで連邦軍の勝利に充分過ぎる貢献をおこなう（実際ヤザンも一年戦争中に物資で困ったことはなかったとゴップの貢献を肯定している）。戦後はヤシマグループのバックアップの下、政治家に転身。グリプス戦役や第一次ネオ・ジオン抗争にかけて、ティターンズやエゥーゴが隆興、崩壊する中、中立を保ち続け、結果として議会における最大派閥となる。思想として自身に豊かな生涯を与え得た人類に対し恩義を感じ、人類内の地位・立場を超えてその存続を追求する。一年戦争でもギレンを人類の敵と規定し、軍人とはまた別に個人として対峙する。0095年には議長を辞任し、引退している。
漫画『MSV-R 虹霓のシン・マツナガ』では、宇宙世紀0079年2月、ジオン軍の月から地球へのマス・ドライバー攻撃について、ジャブローからの通信でルナツーのワッケイン司令に連邦軍の健在を示す何らかの戦果を求める。
ゲーム『ギレンの野望』シリーズでは、ダメージを軽減させる耐久のステータスを除き全キャラクター中最低の能力に設定されることが多く、言動も無責任かつ自己中心的なものであり、MSパイロット・艦長としてはほぼ無能、指揮についても能力がないのに階級が高いため、有能な士官の能力発揮を妨害する将官となっている。『ギレンの野望 ジオン独立戦争記』では、パイロット、艦長以外の要因がシステムとして盛り込まれているため、策略値が高く必要コストは高いが優秀な部下提案を行うことも多い、階級の高さから軍団に多くの機体を配属可能、と直接戦闘面以外で優秀なキャラクターという設定になっている。

## サ行

### サンマロ
Sunmalo / Sunmaro
声 - 塩沢兼人 / 西川幾雄（劇場版III）
WB医療班の看護兵で、階級は軍曹。WBの傷病兵及び救助将兵・民間人の看護に当たる。眼鏡をかけていたり、かけていなかったりする。

### ジュダック
Judock
声 - 二又一成
第22-25話に登場。地球連邦軍の兵士だが、実はジオン公国軍のスパイであり、エルランとマ・クベの間の連絡係を務めている。黒い三連星が地球へザンジバルで降下したという情報がレビルに伝えられるや、エルランから二重スパイではないかと疑われたりもしている。劇中でジオン・連邦の軍服を両方とも着用した唯一のキャラクター。
Gアーマーの慣熟飛行中だったアムロとセイラに、ジオン軍の基地から連邦軍所属の小型飛行機（ドラゴン・フライ）で飛び立つのを発見されてしまい、内通が露見してエルランともども逮捕されてしまう。
漫画『THE ORIGIN』では中佐となっており、スレッガー・ロウに「エルランの腰巾着」と揶揄されている。エルラン逮捕を知り逃亡を図るもアムロのガンダムに捕らえられ、テレビ版においてアムロがエルランを責める台詞は、代わってジュダックが受ける事となる。また以前のレビル将軍救出作戦にもエルランのもとで関与していた事が示されている。

### ジョブ・ジョン
Job John
声 - 鈴木清信（テレビ版・第8・16・17・18話）/ 古川登志夫（テレビ版・第11・40話） / 塩沢兼人（テレビ版・第21・28・35・38） / 二又一成（テレビ版・第43話）/ 龍田直樹（テレビ版・第13話、『SDガンダム GGENERATION』〈F90版〉）/ 三輪禎大（劇場版II）/ 小林通孝（劇場版III） / 岸尾だいすけ（特別版、『SDガンダム GGENERATION』〈第1作〉） / 千葉一伸（『ギレンの野望』シリーズ〈『ジオン独立戦争記』以降〉） / 近藤隆（劇場アニメ『ククルス・ドアンの島』）
くせ毛の金髪が特徴の、WB隊員のひとり。パイロット候補生でもあり、ガンペリーやガンタンクのパイロットや対空機銃の砲手を務めるなどさまざまな役割を果たし、一年戦争を最後まで生き延びる。コズンを独房へ連行したり、民間のパイロットを装って潜入したブーンらの部屋に歩哨で立つなど、パイロット任務以外の仕事もする。ア・バオア・クーから脱出する際には、スペース・ランチのパイロットも務めている。
漫画『機動戦士ガンダム デイアフタートゥモロー ―カイ・シデンのメモリーより―』では、宇宙世紀0105年にサナリィの社員として、サイド3で開催される「一年戦争展」のプレオープンでカイと再会する。その際に、それまでの自身の経歴を語っている。一年戦争終結後に帰郷し、故郷の人々からは英雄として持ち上げられ順風満帆の生活を送るが、次第に戦時中の細かい情報が広まると「正規軍人だったのにアムロら民間人より活躍できなかった」ことを責められるようになり、耐えられなくなって軍を退役。一時期はWBのアムロやカイらを恨みながら、スペースデブリの回収作業員をしている。その後、サナリィの社員としてサイド4で長く生活する。
漫画『機動戦士ガンダム ピューリッツァー』では、0095年2月にラサの爆心地で作業用のジムに搭乗して復旧作業に従事している。カイの紹介によりキッカの取材を受けるが、アムロが「今の俺には眩しすぎる」という理由で断ろうとも思ったという。取材の場に現れたオムル・ハングから、足りなかったのは才能ではなくそれを開花させようとする情熱だと諭され、サナリィのサイド4支部設立のために誘われる。

漫画『機動戦士ガンダムF90』や『機動戦士ガンダムF90 ファステストフォーミュラ』では、サナリィの幹部兼ガンダムF90の開発責任者として登場する。
漫画『THE ORIGIN』では兵役義務による正規乗組員の生き残り組で、ガンキャノンのパイロットを専任している。レギュラーのひとりとして出番も台詞もそれなりに多い。パイロットとしてはアムロに次ぐ準エースとして評価されており、整備兵たちの評判も良い。ブライトらアムロをガンダムから降ろそうと考える際には真っ先に名前が挙がる。アムロ達にルウム戦役時の黒い三連星の活躍を語るなど、リュウとともに先輩的な立場にあるが、スレッガー・ロウには新米扱いされている。ア・バオア・クー攻略戦では、新編成されたジム隊の指揮官となる。

### シン
Shin
声 - 二又一成 / 村山明（劇場版III）
第36話に登場。MSパイロットで階級は少尉。ソロモンを攻略戦においてジムに搭乗し、ボール数機の部隊を率いてソロモンに取り付く。しかし、ビグ・ザムに遭遇し部隊は壊滅する。
「非・安彦デザイン」キャラクターの一人。作中で唯一の名前のあるジムのパイロットであり、プラモデル『1/144 ジム』の箱絵にも書き添えられている。
漫画『THE ORIGIN』では、ふたたび宇宙に上がったWBに乗艦してガンキャノン小隊の指揮官になっており、テキサス・コロニー内の戦闘でブラウ・ブロに乗機を破壊され、命からがら逃げ出している。また、アムロのハンドサインに気付かず、経験のなさに悪態をつかれている。

### セキ
Seki
声 - 鈴置洋孝 / 藤本譲（劇場版II）/ 田原アルノ（特別版）
第24話に登場。連邦軍の技術士官で階級は大佐。オデッサに向かうWBのエンジンを修理するとともに、Gファイター（劇場版ではコア・ブースター）を配備する。階級が下であるマチルダ中尉に対して敬語を使っている。
劇場版『哀 戦士編』ではニュータイプ (NT) の描写が前倒しで描かれた関係から、台詞が大幅に増えている。アムロをNTの貴重なサンプルと見なし、セイラにもNTの素養を認め、本部ジャブローの指示でコア・ブースターのパイロットに抜擢する。その際アムロとセイラを「実験用モルモット」と言い放つ冷徹さを見せる。マチルダ中尉とは互いに敬語で会話する立場。
小説版にも登場するが、階級は技術大尉となっている。ルナツー所属とされ、最初から正規軍人であるアムロたちとの交流も長い。G-3ガンダムのマグネット・コーティング処理を再チェックする。キャラクター性はアニメ版とは大幅に異なり、マグネット・コーティングに苦言を呈したり、技術者（モスク・ハン）や上層部が焦りすぎることに皮肉を交えつつアムロと談笑している。
ムック『ガンダムウォーズ ミッションΖΖ』では、フルネームは「チャン・セキ」とされている。ジャブローでジムの開発を担当し、Gパーツを考案したとされる。
漫画『MSV-R 虹霓のシン・マツナガ』では、宇宙世紀0079年2月、大型レールガン搭載艦「サントメ・プリンシペ」の調整をおこなう。同年9月には、プロトGファイターの開発に携わっている（モスク・ハンの台詞に出てくるのみ）。

## タ行

### タムラ
Tamura
声 - 永井一郎 / 屋良有作（劇場版III） / 石丸純（特別版）
WBのコック長（設定画より）を務める日系人。WB艦内における逼迫した食糧事情の中にあって、乗組員が活躍できたのはタムラの栄養管理のおかげであるとも言われる。しかし当人だけ恰幅・顔色とも良いと見られ、カイに自分だけ美味いものを食べているのではないかと疑われた事もある。リュウとアムロだけは正規パイロット並の食事を用意するようブライトに指示されている。また、備蓄の塩が（敵の艦体への攻撃による被害で）底をついているとブライトに訴え、塩湖へ進路を向けさせたこともある。サイド6に立ち寄った際、フラウやアムロとエレカに乗って食料の買出しに出かけ、買い物の袋を大量に抱え店を出る姿が見られる。以降は登場しない。劇場版での階級は中尉。
ちなみにWBでの食事は豚肉の胡麻和え、リンゴ2切れ、サラダ、厚手のパン、タマゴ、蜂蜜入りミルクが基本とされる。

### ティアンム
Tianem
声 - 永井一郎 / 藤城裕士（劇場版III）/ 大山高男（特別版）/ 大川透（THE ORIGIN・第5章） / 高塚正也（THE ORIGIN・第6章）
第35・36話に登場。初期の資料では「テアンム」と表記されることも多いが、設定画では「ティアンム」。メキシコ系。ソロモン攻略戦における階級は中将で「提督」と呼ばれ、かつては海軍士官であったともいわれる。
一年戦争開戦時、コロニー落としを阻止するべく艦隊を率いて出撃、ジオン軍と交戦。しかし敵の新型兵器「モビルスーツ (MS)」の性能、機動力の前に艦隊は苦戦し、コロニーのジャブロー直撃だけは免れたものの大損害を被ってしまう。その直後のルウム戦役の時は予備の戦力と共に後方で待機している。この二つの戦いでほぼ壊滅状態となった連邦軍宇宙艦隊を建て直すため、ビンソン計画を立案しその実現に努力する。この戦力強化が後に、オデッサ作戦・ジャブロー防衛戦後の迅速な反攻と早期のジオン本土防衛線陥落へ繋がる伏線となる。
それから時を経て一年戦争末期、地球連邦軍がチェンバロ作戦を実行、ソロモン攻略戦の際には第2連合艦隊の指揮官として、マゼラン級戦艦「タイタン」に座乗し、ソーラ・システムの展開作業を指揮。ソロモンに対して大ダメージを与える事に成功する。迎撃に現れたグワラン艦隊を撃破し、MS隊を発進させてソロモンへの攻撃に参加する。さらに破損したソーラ・システムを再編集し、集結して突破を図るソロモン残存艦隊にもとどめを刺す。しかしその後、特攻をかけるビグ・ザムにビーム兵器が無効化されるなか、ミサイル攻撃に転換する指示を出すも間に合わず、大型メガ粒子砲によって乗艦タイタンを撃沈され戦死。
レビルの陰に隠れて目立たないティアンムだが、連邦軍の再建と勝利に貢献したという意味では偉大な提督である。漫画『機動戦士ガンダムF90』では、「アドミラル・ティアンム（ティアンム提督）」と名付けられたカイラム級戦艦が登場する。
アニメ・漫画『THE ORIGIN』でも有能な軍人として描写される。ただ艦隊総司令のレビルを呼び捨てにするなど右腕という感はなく、戦力的には当然ではあるがジオンを侮る発言が多い。コロニー落としには艦隊移動中に偶発的に遭遇、砲撃を行う。損害は全く無かったが分割に留まり落下を阻止できなかったのは同じ。ルウム戦役ではティアンムが率いる艦隊はギレン・ザビからも連邦宇宙軍最強と明言されており、ジオン側にもその名を知られている事が窺える。しかし同戦闘では、ドズル率いるジオン軍の正面艦隊を圧倒するが、ドズル艦隊の転進後をロスト。それを知らせることを躊躇したことなどから、レビルの主力艦隊がドズル艦隊とMS部隊の奇襲により壊滅。自身の戦力は無事でデギン艦撃沈もサイド３攻略も可能だったが、撤退しレビル艦隊の残存を回収した。しかしそこまで全てギレンの読み通りであった。
ソロモン攻略戦の戦闘経緯は映像版と大差がないが、連邦軍艦隊の攻撃が通じないビグ・ザムが急接近した際には、ノーマルスーツ着用を薦める兵士に対して「もう、遅い」と返答し原作版と同様に戦死。
漫画『MSV-R 虹霓のシン・マツナガ』では、宇宙世紀0079年2月にはルナツーにおり、ジオン軍の月から地球へのマス・ドライバー攻撃に対し、ジャブローのゴップからルナツーに戦果を求められた際には、将校たちに月面への艦隊特攻をもいとわない考えを示す。
なお漫画『アウターガンダム』では、フルネームをマクファティ・ティアンムとしている。これはあくまでこの漫画独自の設定だが、ゲーム『エンブレム オブ ガンダム』『ガンダムバトルユニバース』や『ギレンの野望』シリーズの一部で、この名前が使用されている。

## ハ行

### パオロ・カシアス
Paolo Cassius
声 - 政宗一成（テレビ版・劇場版I） / 中村秀利（SS版）/ 長克巳（特別版）/ 沢木郁也（THE ORIGIN） / 中博史（『GQuuuuuuX』）
WBの初代艦長で、階級は中佐。V作戦において製造されたガンダム、ガンキャノン、ガンタンクの3機種のMSを受領するべく、WBでジャブローからサイド7へ入港するが、それをゲリラ掃討作戦から帰還途中のシャアのムサイ級軽巡洋艦「ファルメル」に後をつけられてしまい、戦闘となる。第2話冒頭でミサイルの爆風により破片が宇宙服に多数突き刺さる重傷を負う。シャアの追撃を必死に振り切りつつルナツーに逃げこむも、融通の利かない生硬な対応しかしないルナツー司令官のワッケイン少佐を痛みに耐えながら懸命に説得。シャアの罠に掛かったマゼランがゲートを塞いだ形となった際にワッケインがWBの主砲で排除させるが、その間に息を引き取る。パオロの亡骸はWBの乗組員らによって宇宙葬にされる。
民間人の少年であるアムロが国家機密であるガンダムを操縦していたことに関しても、「初陣にはやや若すぎるが、古来15、6歳の出陣が無かった訳ではない」と、柔軟な対応を見せている。
劇場版ではルナツー内で治療のために病院へ収容されて下艦した形となっており、その後の消息は描かれていない。
『機動戦士Gundam GQuuuuuuX』ではサイド7・1バンチに入港中、ガンダムに強襲揚陸艦ペガサスのメイン・ブリッジを破壊された際に死亡。
死ぬ直前、ガンダムのパイロットがシャアだと見抜いていた。
漫画『THE ORIGIN』では、ワッケインを少将にしパオロよりも階級が上位になったため、パオロをワッケインより目上の立場として描写するための措置として、非常時の任務に駆り出された予備役の老兵であり、兵学校の教官としてワッケインらに教練を施した経験を持つという新たな設定がなされている。サイド7では自らリュウらと共に宇宙雷撃艇でファルメルに攻撃をかけるが被弾、この際に重傷を負う。その後ルナツーの病室でワッケインとの会話中に静かに息を引き取った。
漫画『機動戦士ガンダム MSV-R 宇宙世紀英雄伝説 虹霓のシン・マツナガ』では、ジオンの地球降下作戦前に月面のエアーズ市マスドライバーから地球への攻撃を阻止するための作戦指揮を執っている。
なお、テレビ版のエンディングでは名前ではなく「艦長」としかクレジットされなかった。劇場版第1作では「パオロ艦長」とクレジットされている。

### バロ
Baro
声 - 塩沢兼人
ソロモン攻略戦の最中にハヤトが負傷して帰還したとの報告を聞き、医療班の手伝いを志願するフラウの代理として、ブライトに命じられオペレーターを務める。

### ハワド
Haward
声 - 塩屋翼 / 志賀克也 (THE ORIGIN)
WBのメカニックマンのひとり。第20話では、脱走から戻ったアムロに対するブライトの甘過ぎる処置に不満を抱き、当てつけるようにハヤト、カイ、マクシミリアンとともにバギーで脱走。追ってきたリュウに説得されて戻る。その後、ジャブロー内でも同じメンバーでバギーに乗る姿が見られる。第36話のソロモン攻略戦では、スレッガー機の最後の整備を指揮。スレッガーの行方をミライから尋ねられ、場所を教える。
アニメ・漫画『THE ORIGIN』では、カル、マクシミリアンとともにサイド7時代からカイの不良仲間である。

### バンマス
Vammas
声 - 古川登志夫 / 山田俊司（劇場版III） / 西前忠久（特別版）
WBの乗組員で、交代要員でもあり通常は第2ブリッジにいる。階級は、劇中では「曹長」と呼ばれるが、設定画には「軍曹」と記されている。第36話では、スレッガーの身を案じるミライに替わりWBの操舵を一時的に担当する。第38話では、テキサス・コロニー内のガンダム捜索の際に疲れを見せるフラウとオペレーターを交代することになるがなかなか来ず、その間はブライトが担当している。
「非・安彦デザイン」キャラの一人。

### フムラウ
Humrau
声 - 塩沢兼人
第18話に登場。目が小さくおさなさの残るWB隊員のひとり。設定画での名称は「少年B」。おもに整備を担当している。脱走したアムロがジオンへ寝返る可能性を危惧して、カルやジョブと噂し合う。

## マ行

### マーカー・クラン
Marker Clan / Maker Clan
声 - 鈴木清信（テレビ版・第2話）/ 龍田直樹（テレビ版・第3話）/ 古川登志夫（テレビ版・第6・10・11話、13話以降）/ 森功至（テレビ版・第12話）/ 塩沢兼人（テレビ版・第26話の一部）/ 塩屋翼（劇場版I） / 船木浩行（劇場版II） / 三輪禎大（劇場版III） / 福山潤（特別版） / 河本啓佑 (THE ORIGIN)
オスカ・ダブリンとともに訓練生としてWBに乗艦し（階級はTHE ORIGINでは上等兵であるが、軍曹とする資料もある）、オペレーター（実際は索敵・管制担当のレーダー手）を務める。オスカより1年後輩の17歳。第23話では、不慣れな艦長代理を務めるミライを落ち着かせる的確なアドバイスをしている。交代要員もいない激務をふたりでこなすマーカーとオスカに、看護兵のサンマロも感嘆している。
『機動戦士Ζガンダム Define』では、カラバの潜水艦「サーベラス」においてオスカとともにオペレーターを務めている。

### マクシミリアン
Maximilian
声 - 戸谷公次 / 福田賢二（THE ORIGIN）
小太りの、WBのメカニックマンのひとりで、エンジン関係の整備を担当。第20話ではハヤト、カイ、ハワドとともにバギーで脱走する。第30話のジャブロー内でも同じメンバーでバギーに乗っている。
アニメ・漫画『THE ORIGIN』では、カル、ハワドとともにサイド7時代からカイの不良仲間である。

### マサキ
Masaki
声 - 朴璐美（特別版）
第35話に登場するWB医療班の看護兵で、階級は軍曹。サンマロとともにWBの負傷兵および救助将兵の看護に当たる。設定画ではミライに酷似した容貌（ショートカットのミライといった趣）だが、本編中では横顔と後姿のみの登場であるうえに無言なのでさほど似ているという印象はない。一方、美人でWBの乗組員の間でも人気があるともいわれる。
漫画『THE ORIGIN』では、序盤よりWBの正規乗組員として登場しており、出番が大幅に増やされている。

### モスク・ハン
Mosk Han
声 - 徳丸完（テレビ版） / 菊池康弘（GQuuuuuuX）
第40話に登場。分厚い唇とオレンジのユニフォームが印象的な地球連邦軍の技師で電磁工学の新鋭。ブラウ・ブロとの戦闘で駆動系がアムロのNTとしての鋭敏な反射神経に追いつかなくなり、オーバーヒートを起こしたガンダムに対して「電磁気で包み込むことによりメカニック間の緩衝を打ち消し、各関節の駆動を理論上無限大まで速くすることができる」という独自の理論に基づくマグネット・コーティングを施した。この処理によってパイロットの操作に対するガンダムの機体反応速度は向上する。テレビ版『機動戦士ガンダム』ではその向上ぶりが従来の3倍と飛躍的なものであり、アムロはそれを歓迎すると同時にマシンへの負担の増加を懸念している。一方、劇場版『機動戦士ガンダムIII　めぐりあい宇宙』ではモスク・ハンの登場やマグネットコーティングのエピソードがほぼ全てカットされ、アムロが「マグネットコーティングでガンダムの反応速度も少しは高まっているんだが」とモノローグで述べるに留まっている。
これにより、アムロのとびぬけて速い反応にも対応可能となり、それまで強敵だったシャアを完全に圧倒しエルメスとも互角に渡り合えるようになった、という意味で重要なターニング・ポイントとなった。
感謝するアムロへ、今回の処理によって機体が活躍するかどうかよりもデータ取りの方が主目的である旨の本音をつい洩らす根っからの技術屋。
首から下はテム・レイの設定画を流用している。数少ない「非・安彦デザイン」キャラクターの一人。
小説版にも新進気鋭の工学博士として登場し、ガンダムにマグネット・コーティング処理を施す。テレビ版との違いは「処理以降のガンダムが以前の2倍のスピードとパワーを手に入れた」ということ、「カラーリングもトリコロールから地味なグレー単色へと変化しG-3ガンダムと呼ばれている」ということの2点である。技術屋的な感性の持ち主ということが強調されている。
漫画『THE ORIGIN』では、外見が一新され、寝癖のついた黒髪をもつ茫洋とした巨漢に描かれている。見た目よりは心遣いは細やかで、父テムを失ったアムロを慰める一方で、巨体ゆえにキッカたちからは怖がられている（ジオンの新型MSかと思った、と揶揄される）。その後、戦線から外されたアムロの子供じみた愚痴を罵りながらもガンダムの性能向上に尽力し、AMBACのための検査で過度の電流のフィードバックによる感電と、ガンダムの暴走によるドック破壊で重傷を負いつつも、アムロの満足のゆく性能に完成させる。
漫画『MSV-R 虹霓のシン・マツナガ』では、宇宙世紀0079年2月、セキらとともに大型レールガン搭載艦「サントメ・プリンシペ」の調整をおこなう（セキの名前はモスク・ハンの台詞に出てくるのみ）。同年9月、プロトGファイターの各部アクチュエーターにマグネット・コーティングを施す。容姿はテレビ版と同様。
漫画『機動戦士ガンダム ピューリッツァー』では、一年戦争中からオーガスタ研究所に所属しているとされ、NT用ガンダムの開発にも関わる。しかし、その後のグリプス戦役において同研究所のNT研究部門で開発された強化人間が問題視され、研究所は閉鎖。自身は強化人間開発には関わっていなかったものの、ほかの研究所に移ることも出来ずにいたところを、MSの取り扱いも始めたルオ商会にスカウトされる。0094年、名代であるステファニー・ルオの紹介により、ニューホンコンでキッカの取材を受ける。
「トミノメモ」ではガンダムに施すマグネットコーティングは、ジオンのソフィア（フラナガンの旧名）の理論の応用であり、テムがモスクに横流ししたものと語っている。

## ラ行

### リード
Reed
声 - 玄田哲章 / 石森達幸（劇場版I）/ 岸野一彦（特別版）
第5話より登場。サラミス級巡洋艦（艦名は「サラミス」あるいは「マダガスカル」とする説がある）の艦長で、階級は中尉。ルナツーから地球に向かうWBを護衛し、大気圏に突入する際にはカプセルに乗り移ってWBを先導する。しかし、途中でシャア率いるジオンのMS隊の攻撃を受けカプセルが被弾、自身も負傷してWBに収容される。地球降下後は階級の関係で一時的にWBの艦長代理となるが、指揮官として適性があったとは言い難く、ヒステリックにがなり立ててはブライトと対立する場面も多かった。第9話で、マチルダ中尉の部隊が補給に来た際に下艦する。
漫画『THE ORIGIN』では、階級は大尉。中尉のブライトより階級は上ということでWBの指揮を譲れと迫るが、彼に突っぱねられている。テレビ版よりもヒステリックさが増しており、ストレス性胃炎を患い下艦している。
スマートフォンゲームアプリ『機動戦士ガンダム U.C. ENGAGE』のイベント「アムロシャアモード」でも、階級は大尉とされた。
漫画『MSV-R 虹霓のシン・マツナガ』では、宇宙世紀0079年2月、ジオン軍の月から地球へのマス・ドライバー攻撃に対し、ゴップからのルナツーに何らかの戦果を求める指令に、会議の場で「我々に討ち死にせよというのか」と声を荒らげている。

### ロウル
Rohl
劇場版『めぐりあい宇宙編』に名前のみ登場するWB隊員のひとり。セイラやオムル、ジョブ・ジョン、キムラとともにブライトからバギーによるテキサス・コロニー内の探索を命じられる。

## ワ行

### ワッケイン
Wakkein / Watkein
声 - 曽我部和行（テレビ版・劇場版I） / 木原正二郎（劇場版III） / 稲田徹（特別版）/ 森川智之（THE ORIGIN） / 阪口周平（『GQuuuuuuX』）
地球連邦軍の宇宙拠点ルナツーの司令で階級は少佐。基地および艦隊の司令官としては階級が不相応までに低いため、基地司令ではなく当直司令ないしメイン・ゲートの衛兵司令を務めていたと思われるとする資料もある。「トミノメモ」によれば、ワッケインは要塞の全権を掌握する立場にはおらず、上官としてハムスキー提督なる人物の登場が予定されていた。
第4話で、サイド7からルナツーに避難してきたWBを封印し、軍の機密を無断使用した罪により乗組員を拘禁するという、軍規を重んじる頭の固い人物として描かれる。シャアの奇襲に際し、みずから戦艦「マゼラン」で出撃しようとするが、罠に掛かってゲートを艦で塞ぐ形となる。WBで迎撃しようとする乗組員に銃を突きつけて制止するも、パオロの懸命の説得で出撃を認め、自らの指揮でWBの主砲によりマゼランを排除する。シャア撃退後はパオロの遺言にしたがい、WBの運用をブライトらに任せて地球に向けて出港させる。これに対し、『劇場版I』では重傷のパオロのみ治療のため収容したあと、実戦経験があるとしてWBを門前払いさながらにジャブローへと出発させている。しかし、それも本部の命令でやむなくといった感じあり、テレビ版ほど生硬な対応ではない。
WBを見送る際のワッケインの「寒い時代」という台詞は、テレビ版ではパオロの死を悼む意味合いだったのに対し、劇場版では素人同然の少年たちまで動員せざるをえない戦況の厳しさに加え、そんなWBへサラミス1隻しか護衛を付けてやれなかった己の立場を自嘲するようなニュアンスへと変化している。ゲームなどでは、宇宙で孤立したルナツーの立場的に目立つことはできないという軍事的背景もあり、WBを気遣うなどワッケインへのフォローが入っている。
後に大佐に昇進して第3艦隊の司令官に就任し、ソロモン攻略戦に参戦。旗艦のマゼラン級戦艦「レナウン」に座乗し、傘下に加えたWBと共にソーラ・システム発射までの陽動作戦をおこなう。第35話では久々に会ったブライトへその成長を喜ぶ台詞を発し、第38話ではデラミン艦隊を殲滅したWBの活躍に「たくましくなったな」と独白するなど、かつての融通の利かない頑固さは影を潜めている。また、アムロを「彼は我々とは違う、そう思える」と評価するほどに観察している。
ソロモン占領後は残敵掃討とWBの支援のためレナウン単艦でテキサス・コロニー宙域に向かう。その途中でデラミン艦隊との合流を急ぐバロム大佐のチベを発見し先制攻撃に成功、交戦の末にこれを撃沈。その後テキサスでWBと合流するが、WBが損傷したガンダム収容のためにテキサス内に進入している間に、テキサスを出港したシャアのザンジバルと交戦となり、艦は轟沈し戦死する。劇場版ではソロモン攻略戦とテキサスのエピソードが前後したため、ソロモン攻略戦で戦死。集中攻撃を受けるが退かず、ミサイルの全弾発射を敢行してチベを撃沈しながら艦と運命をともにする。また「トミノメモ」では、シャリア・ブルの駆るゲルググの攻撃により戦死している。
小説版での階級は初登場時から大佐となっている。アムロたちが正規の乗組員ということもあってテレビ版のような対立は見られない。ぶっきらぼうな印象を与えるが実は詩人でもあり、ルナツー基地のプライベート新聞にて、詩の批評をしているとされる。ペガサス（小説版のWBに相当）を加えた第13独立艦隊を率いて出撃。テキサス・ゾーンでマ・クベ艦隊と交戦し、チベを半壊に追い込むも座乗艦「ハル」は轟沈し戦死する。
漫画『THE ORIGIN』での階級は、基地司令官として相応の少将とされた。パオロ艦長の兵学校教官時代の教え子とされ（パオロよりも上の階級になったため、パオロのほうを目上の立場として描くための措置）、パオロによるワッケインの総合評価は「理論・実習共に申し分なし。但し、時として思考に柔軟性を欠く」とされる。また、同作品ではレビル将軍配下の提督としてアニメ版より重要な役割を担っている。ア・バオア・クー攻略前のゴップ元帥と連邦政府要人との会談で「（戦争中期に目立った活躍を見せなかったことから）ワッケインは必ずしも有能な軍人ではない」と連邦政府要人が発言する場面があるが、ソロモン攻略戦では限られた戦力でソロモンに対して苛烈な攻撃を展開。ドズルやラコックすら「陽動にしては強力すぎる」「本隊に間違いない」と判断させるほどの奮闘を見せ、ティアンムからも「よくやっている」と評されるなど、優れた采配を見せている。序盤におけるルウム戦役では分艦隊を率いるが、シャアの率いるMS部隊の待ち伏せにあい艦隊が壊滅、自身の乗る旗艦もシャアによって撃沈される。物語終盤ではソーラ・レイの直撃で戦死したレビル将軍に代わって混乱する連邦軍をまとめ上げ、最終決戦であるア・バオア・クー攻略戦を指揮。攻略時の階級は中将。艦隊司令官として旗艦「ルザル」で前線に向かうが、増援としてやってきたキシリアの座乗艦ドロスにより艦隊の背後から攻撃を受け、WBら上陸部隊に最後の指令を与えようとする中、戦死を遂げる。ブライトは途切れたワッケインの最後の指令を読み取り、ア・バオア・クーへの揚陸を敢行する。
一度拘束されたことがありながらもWBの乗組員からは尊敬されており、ワッケインの戦死はテレビ版でも『THE ORIGIN』版でも悼まれている。殊にブライトにとっては上級軍人としての鑑でもあり、涙ぐみながら敬礼をする。
漫画『MSV-R 虹霓のシン・マツナガ』では、宇宙世紀0079年2月にはルナツー司令になっているが、制服および階級（襟章による）は『THE ORIGIN』の設定に準じている。ジオン軍の月から地球へのマス・ドライバー攻撃に対し、ジャブローのゴップとの通信ではルナツーの戦力不足を訴え、被害がジャブローにおよぶならルナツーを月にぶつける覚悟を伝えるが諌められ、連邦軍の健在を示す何らかの戦果を求められる。
なお、漫画『アウターガンダム』では、フルネームはヴォルフガング・ワッケインとしている。これはあくまでこの漫画独自の設定だが、ゲーム『ガンダムバトルユニバース』ではこの名で登場しており、ゲーム『エンブレム オブ ガンダム』でもW・ワッケインという名になっている。